# Záskalie
Záskalie (ungarisch Sziklahát – bis 1907 Zászkal) ist eine Gemeinde in der Nordwestslowakei mit 223 Einwohnern (Stand 31. Dezember 2024) und gehört zum Okres Považská Bystrica, einem Kreis des Trenčiansky kraj.

## Geographie

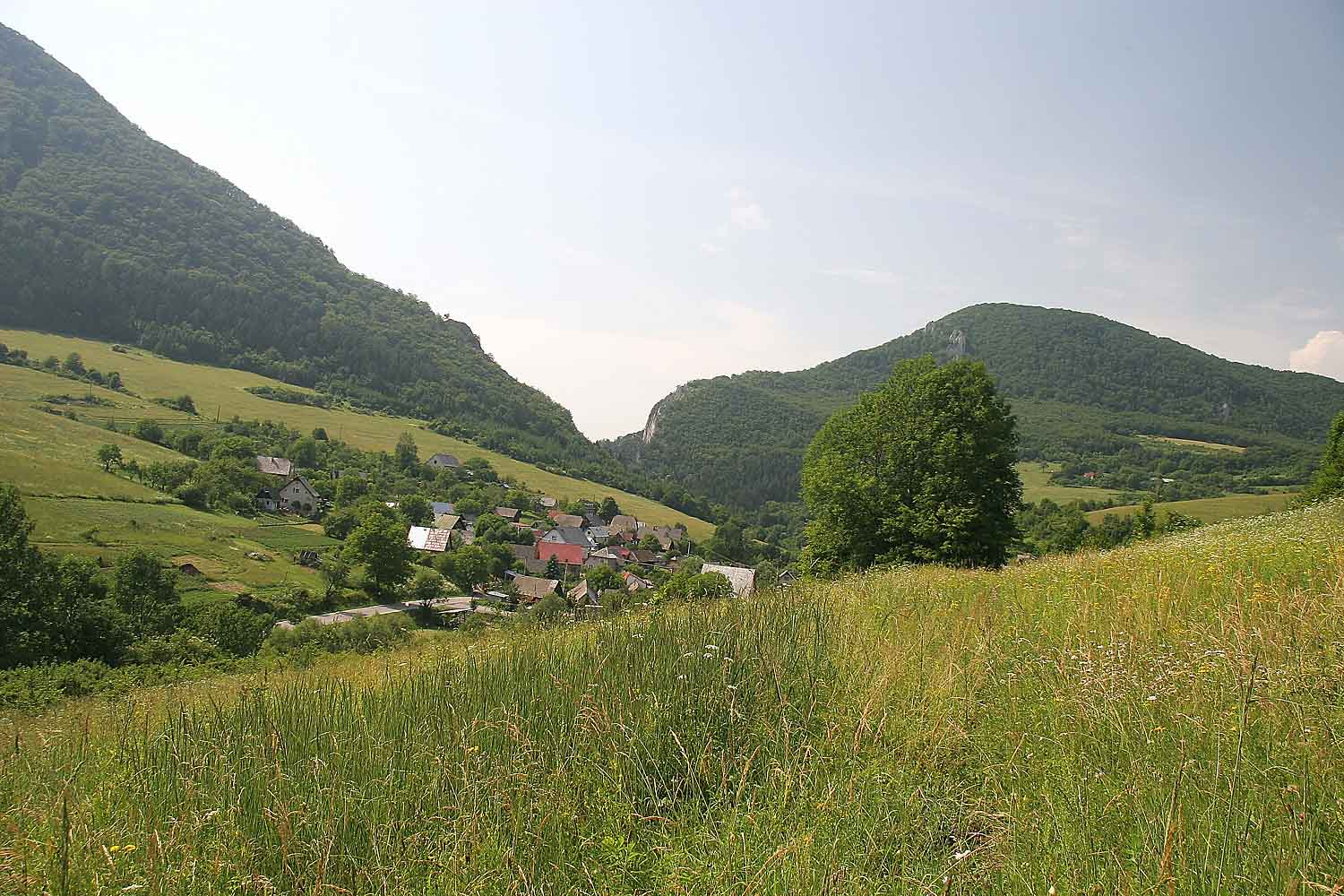
Blick auf den Ort mit der Schlucht Manínska tiesňava im Hintergrund

Die Gemeinde befindet sich im Gebirge Súľovské vrchy in einem kleinen Kessel umgestellt am Bach Manínsky potok. Der Ort ist nur über zwei enge Schluchten zu erreichen: die Manínska tiesňava westwärts nach Považská Teplá (Teil von Považská Bystrica) oder Kostolecká tiesňava ostwärts nach Kostolec und Vrchteplá. Das Ortszentrum liegt auf einer Höhe von 470 m n.m. und ist acht Kilometer von Považská Bystrica gelegen.

## Geschichte
Záskalie wurde zum ersten Mal 1397 als Chonkakwmegye schriftlich erwähnt, was so viel wie „von abgestumpften Felsen geschlossener Ort“ bedeutet.

## Bevölkerung
| Jahr                | 1994 | 2004    | 2014    | 2024     |
| ------------------- | ---- | ------- | ------- | -------- |
| Anzahl der Personen | 194  | 185     | 178     | 223      |
| Unterschied         |      | −4,63 % | −3,78 % | +25,28 % |

| Jahr                | 2023 | 2024    |
| ------------------- | ---- | ------- |
| Anzahl der Personen | 215  | 223     |
| Unterschied         |      | +3,72 % |

Ergebnisse nach der Volkszählung 2001 (184 Einwohner):
| Nach Ethnie: - 98,91 % Slowaken - 0,54 % Tschechen | Nach Religion: - 95,65 % römisch-katholisch - 3,80 % keine Angabe - 0,54 % konfessionslos |